# Ordine del Fedele Servizio
L'Ordine del Fedele Servizio in lingua romena Ordinul Național „Serviciul Credincios” è un ordine cavalleresco della Romania, già parte del sistema di onorificenze del Regno di Romania.

## Storia
In origine venne stabilito come una medaglia nel 1878, durante il regno di Carol I. Nel 1906 una croce è stata aggiunta alla medaglia esistente, come classe superiore. Durante il regno di re Carlo II, nel 1932, l'Ordine è stato istituito con quattro classi: Gran Croce, Grand'Ufficiale, Commendatore, e Ufficiale. Tra il 1940 e il 1948, è stato assegnato solamente la medaglia. L'Ordine è stato bandito dalle autorità comuniste nel 1948, come tutte le altre decorazioni della Romania. Il 31 marzo 2000 è stato reintrodotto dal Presidente Emil Constantinescu, accanto alla Croce del Fedele Servizio e alla Medaglia del Fedele Servizio. E differenzia dalla versione del 1932 per il numero di ranghi, in quanto venne aggiunta la classe di Cavaliere.

## Classi
L'Ordine dispone delle seguenti classi di benemerenza:
- Cavaliere di Gran Croce, limitata a 120 civili e 30 militari
- Grand'Ufficiale, limitata a 240 civili e 60 militari
- Commendatore, limitata a 480 civili e 120 militari
- Ufficiale, limitata a 1200 civili e 300 militari
- Cavaliere, limitata a 2400 civili e 600 militari

All'Ordine sono collegate:
- la croce nazionale al fedele servizio, limitata a 8400 insigniti
- la medaglia nazionale al fedele servizio, limitata a 5400 insigniti

| Nastri per civili |       |           |           |              |                 |                         |
| Medaglia          | Croce | Cavaliere | Ufficiale | Commendatore | Grand'Ufficiale | Cavaliere di Gran Croce |

| Nastri per militari |       |           |           |              |                 |                         |
| Medaglia            | Croce | Cavaliere | Ufficiale | Commendatore | Grand'Ufficiale | Cavaliere di Gran Croce |

## Insegne
- Il nastro è azzurro con una striscia centrale bianca. Nella versione per militare il nastro ha sottili bordi oro.